# 金原亭馬治
金原亭 馬治（きんげんてい うまじ）は、落語家の名前。
- 金原亭馬治 - 後∶九代目鈴々舎馬風
- 金原亭馬治 - 現∶十一代目金原亭馬生
- 金原亭馬治 - 本項にて詳述

金原亭 馬治（きんげんてい うまじ、1977年5月27日 - ）は、落語家。落語協会所属の真打。紋は『鬼蔦』。出囃子は『どんどん節』。本名：上西 辰延。

## 来歴
1977年5月27日、千葉県千葉市出身。千葉日本大学第一高校を経て、日本大学生物資源科学部を卒業する。
2000年4月に十一代目金原亭馬生に入門、7月に前座となる。前座名は「駒丸」。2003年11月、入船亭遊一、金原亭馬吉と共に二ツ目に昇進し、師匠の前名「馬治」と改名。
2015年3月21日に三遊亭司、柳家小傳次、四代目桂右女助、柳家海舟、四代目入船亭扇蔵、二代目金原亭馬玉、三代目柳家さん助、柳家燕弥、三遊亭彩大と共に真打昇進。

## 芸歴
- 2000年
  - 4月 - 十一代目金原亭馬生に入門。
  - 7月 - 前座となる、前座名「駒丸」。
- 2003年11月 - 二ツ目昇進、「馬治」と改名。
- 2015年3月 - 真打昇進。

## 演目

### 古典
- 青菜
- 居酒屋
- 井戸の茶碗
- 今戸の狐
- 鰻の幇間
- 厩火事
- おかめ団子
- 景清
- 笠碁
- 鰍沢
- 片棒
- かんしゃく
- 甲府ぃ
- 三軒長屋
- 芝浜
- 崇徳院
- 千両蜜柑
- 宗眠の滝
- 茶の湯
- 天狗裁き
- 二番煎じ
- ねずみ
- 花見の仇討
- 化け物使い
- 百年目
- 船徳
- 文七元結
- 味噌蔵
- 妾馬
- 百川
- 柳田格之進
- らくだ

#### 廓噺
- 明烏
- 幾代餅
- 居残り佐平次
- お直し
- お見立て
- 五人廻し
- 三枚起請
- 品川心中
- 付き馬
- 文違い

#### 政談
- 五貫裁き
- 三方一両損
- 唐茄子屋政談

### 改作
- 夏の芝浜 - 作：和田尚久

## 受賞歴
- 2011年5月∶第5回若手落語家グランプリ優勝[2]。